# Леополд Каспер
Леополда Каспер (Берлин, 31. мај 1859 — Њујорк, 16. март 1959) је био немачки лекар, уролог, оснивач модерне урологије и уролошког часописа Zeitschrift für Urologie.

## Живот и дело
Леополд Каспер је рођен 31. мај 1859. у Берлину. Студије медицине започео је у Берлину а наставио у Лондону и Бечу. Као лекар почео је да ради на медицинском факултету у Берлину где је 1883. докторирао на Фридрих-Вилхелм-Универзитету у Берлину. Хабилитирао се 1892. У периоду од 1922. до 1933. прво је радио као предавач а затим као ванредни професор урологије.
Због свог јеврејског порекла, Каспер је био принуђен да 1933. напусти Нацистичку Немачку и на крају се трајно настанио у Њујорку. Умро је у Њујорку 16. марта 1959, неколико месеци пре његовог стотог рођендана.
Каспер је познат по увођењу у уролошку праксу, функционалне дијагностике бубрега и бројних уролошких метода лечења. Такође је заслужан за увођење специјализоване цистоскопије и уретералне катетеризације.
Године 1906 Каспер је био један од оснивача Немачког уролошког друштва (DGfU). Међу његовим бројним делима најзначајнији је уџбеник о генитоуринарним болестима који је на енглески језик превео Чарлс Бонеј 1910, и у коме је Каспер приказао високе квалитет свог научног рада.
Каспер је и оснивач познатог уролошког часописа у Немачкој  . Године 1913 Каспер је био председник 4. Конгреса уролога, одржаног у главном граду Немачке Берлину.